# Amnon
Segons l'Antic Testament, Amnon (en hebreu, אַמְנוֹן בן-דוד Amnon ben David) va ser el primogènit del rei David d'Israel.

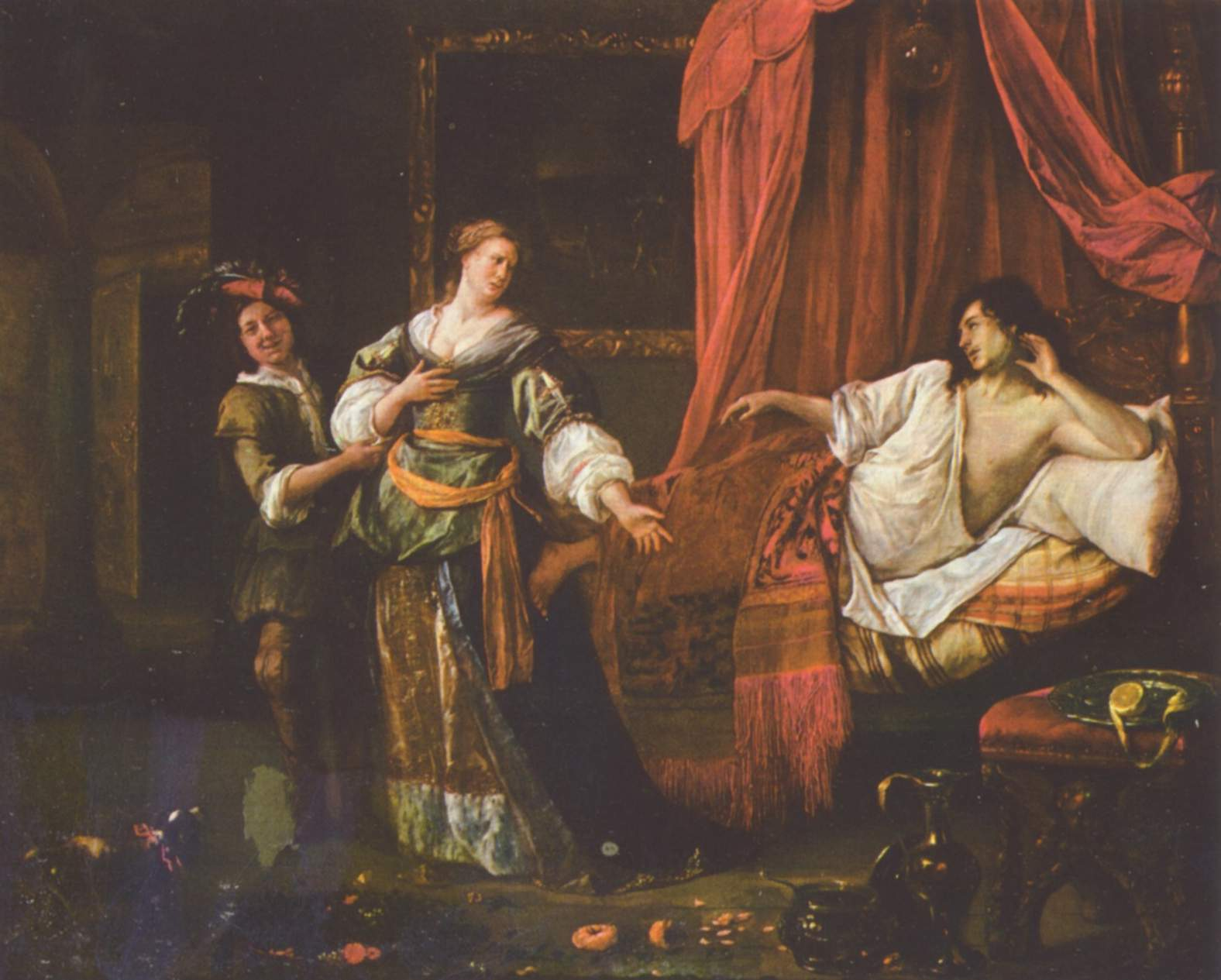
Amnon i Tamar, de Jan Steen

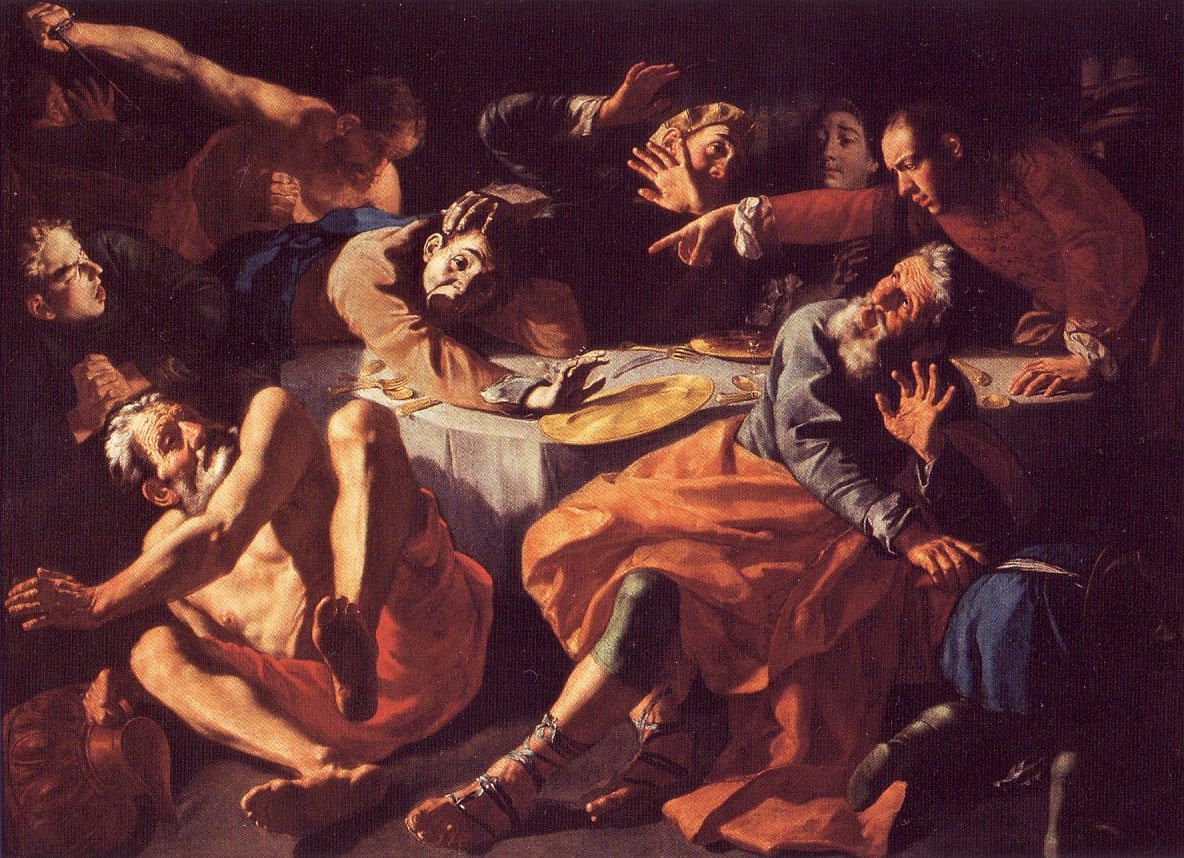
L'assassinat d'Amnon a la festa d'Absalom

Amnon va ser el primer fill del rei David i la seva segona esposa Ahinóam de Jizreel. Així doncs, pertanyia a la tribu de Judà. Nasqué a Hebron, on el seu pare va instal·lar-se mentre era rei de Judà en guerra amb el fill del rei Saül, Ixbóixet, que s'havia proclamat rei d'Israel.
Després de la proclamació del seu pare com a rei d'Israel va anar amb tota la família a viure al palau reial la nova capital del regne, Jerusalem. Allà, Amnon es va enamorar de la seva germanastra Tamar i volgué prendre-la; es va fer el malalt al llit i quan va venir el seu pare a veure'l va suplicar-li que enviés Tamar per cuidar-lo. Quan la noia va arribar, Amnon la va violar.
Dos anys després, el Rei David va enviar alguns dels seus fills a una expedició, entre ells hi havia Amnon i el germà de Tamar, Absalom. Quan va tenir l'oportunitat, Absalom va assassinar Amnon en venjança per la violació de la seva germana.